# Pyrus arachnoidea
Pyrus arachnoidea är en rosväxtart som först beskrevs av Emil Bernhard Koehne, och fick sitt nu gällande namn av S.S.R. Bennet. Pyrus arachnoidea ingår i släktet päronsläktet, och familjen rosväxter. Inga underarter finns listade i Catalogue of Life.